# Bandeira da Rússia
A bandeira da Rússia (russo:  Флаг России, tr. Flag Rossii) é um dos símbolos oficiais da Federação da Rússia. É uma bandeira tricolor (branco, azul e vermelho) e foi adotada oficialmente pela Rússia a 22 de agosto de 1991. Porém, a bandeira da Rússia só foi usada realmente em 1993, após a queda da União Soviética e a mudança da bandeira da Federação Russa (1991-1993).

## Descrição

Proporções da bandeira russa.

Seu desenho consiste em um retângulo de proporção largura-comprimento de 2:3, dividida em listras horizontais de igual largura, sendo as cores, de cima para baixo: branco, azul e vermelho. As cores da bandeira têm origem nas cores pan-eslavas. Dois outros países eslavos, Eslováquia e Eslovénia, tem bandeiras mais similares, mas com a adição dos brasões nacionais por diferenciação.

## História

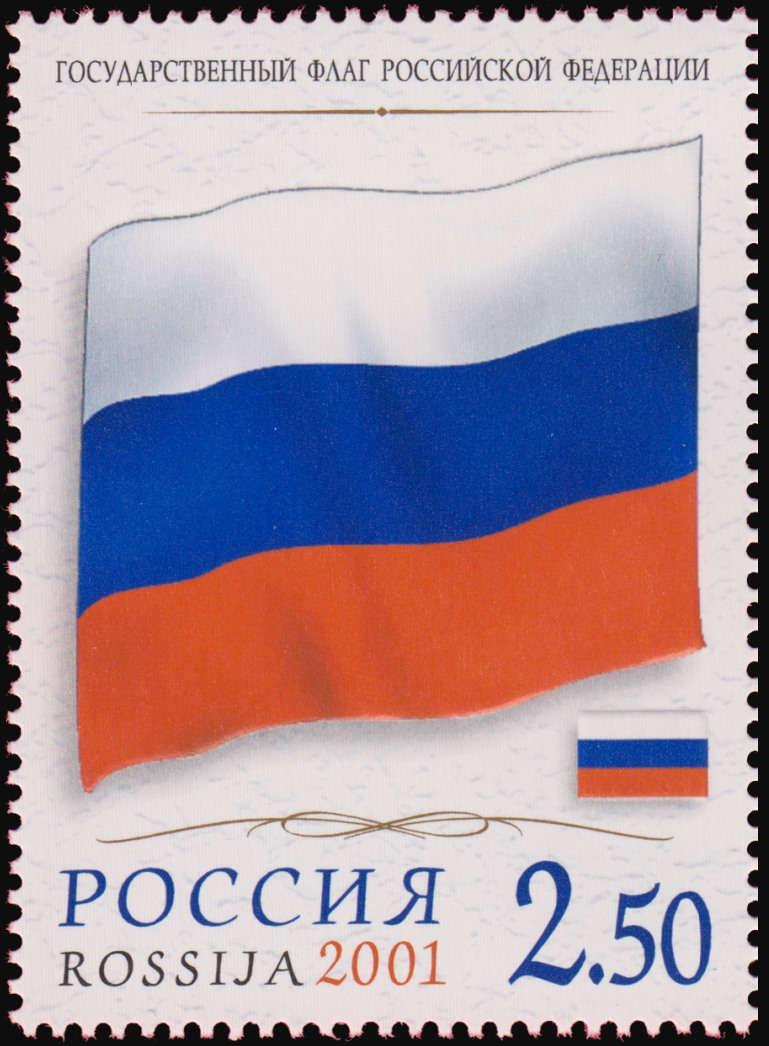
Representação da bandeira russa em um selo russo de 2001 — 10 anos após a adoção do atual modelo

Uma lenda popular situa a origem da bandeira russa numa visita que o czar Pedro, o Grande realizou em 1699 aos Países Baixos. O czar estava no país para aprender sobre a construção de barcos, e deu conta que a sua futura marinha necessitava de uma bandeira. Assim criou uma bandeira baseada na holandesa (a bandeira dos Países Baixos na altura era laranja, branca e azul). Na verdade, esta história não é real, já que um livro alemão de bandeiras datado de 1695 descrevia uma bandeira similar a esta como a bandeira do czar moscovita, e a primeira embarcação da marinha russa, o Oriol, quando foi lançado ao mar, em 1667 já tinha esta bandeira hasteada.
Estas três cores provêm do escudo de Moscovo, no qual aparece São Jorge com uma armadura branca, montado num cavalo branco, levando um escudo e capa azuis, sobre fundo vermelho, ainda que noutra versão, estas cores sejam as das vestes da Virgem Maria, padroeira da Rússia.
Esta bandeira foi usada como insígnia naval a partir do século XVII e, em 1705, foi adotada pela marinha mercante. A 7 de maio de 1883 foi autorizado o seu uso em terra, tendo-se então convertido esta na bandeira nacional da Rússia. 
Outra bandeira usada oficialmente na Rússia de 1858 a 1883, e não oficialmente de 1883 a 1917, foi outra tricolor de preto, amarelo (ou ouro), e branco. Estas três cores foram derivadas dos cores do brasão imperial.
Após a revolução russa de 1917, os bolcheviques adotaram uma bandeira vermelha com o acrônimo cirílico de РСФСР (RSFSP — República Socialista Federativa Soviética Russa), na esquina superior esquerda, dentro de um retângulo. A bandeira foi alterada em 1920 e 1937, mas sem grandes diferenças em relação à inicial, alterando-se apenas a caligrafia do acrônimo e excluindo-se o retângulo. Em 1954, houve uma troca mais radical, e foi adotada uma bandeira semelhante à da União Soviética com a pequena diferença de passar a ostentar uma listra azul vertical no lado direito do pano.

Durante a guerra civil antes da fundação do estado soviético, os czaristas usaram a bandeira tricolor como símbolo da reação, relacionando o renascimento da nação com a ressurreição de Cristo.

Durante a Segunda Guerra Mundial, a bandeira tricolor foi usada pelo Exército de Libertação da Rússia, uma associação nazista na União Soviética.
Em 1991 a bandeira original foi novamente adotada, embora na proporção 1:2 e com um azul de tonalidade mais clara; em 1993 restaurou-se na sua íntegra a versão de 1883, tanto no tamanho quanto nas cores. A ocasião é comemorada até hoje na Rússia durante o chamado "Dia da Bandeira" (22 de agosto).
Entre 1997 e 1998, durante os muitos debates realizados a respeito do uso da bandeira, o Partido Comunista da Federação Russa, membros do Partido Democrático da Rússia e o grupo Democracia propuseram a substituição da bandeira tricolor da Federação da Rússia por versões reformadas da bandeira soviética ou da extinta república soviética da Rússia.

Guennadi Seleznev, um deputado da Duma, lembrou: Sob a bandeira tricolor lutaram os Vlasovianos — quem tanto os veteranos insultam em suas inúmeras cartas..

Em 2003, Armen Beniaminov, membro do Partido Comunista, hasteou a bandeira soviética sobre a Duma Nacional, sendo mais tarde denunciado por ultraje contra os símbolos nacionais.

## Bandeiras Históricas

Bandeira do Czarado da Rússia (1693-1721)
Bandeira de facto do Império Russo entre 1699–1883
Bandeira oficial entre 1858–1883 que não chegou a impor-se
Bandeira do Império Russo entre 1883–1917
Bandeira não oficial do Império Russo "para uso particular" (1914–1917)
Bandeira da RSFS da Rússia (1918–1925)
Bandeira da RSFS da Rússia (1925–1937)
Bandeira não oficial da União Soviética (sendo que a RSFS da Rússia era uma das repúblicas que a integrava) (1923)
Bandeira da União Soviética (1922–1923)
Bandeira da União Soviética (1923–1955)
Bandeira da RSFS da Rússia (1937–1954)
Bandeira da RSFS da Rússia (1954–1991)
Bandeira da União Soviética (1955–1980)
Bandeira da União Soviética (1980–1991)
Bandeira da Federação Russa (1991–1993)
Bandeira da Federação Russa, definitivamente adotada após a queda da União Soviética (1993–atualidade)

## Outras Bandeiras

Bandeira presidencial
Bandeira da Marinha
Jaco Russo
Bandeira das Tropas Aerotransportadas Russas

### Anticomunismo

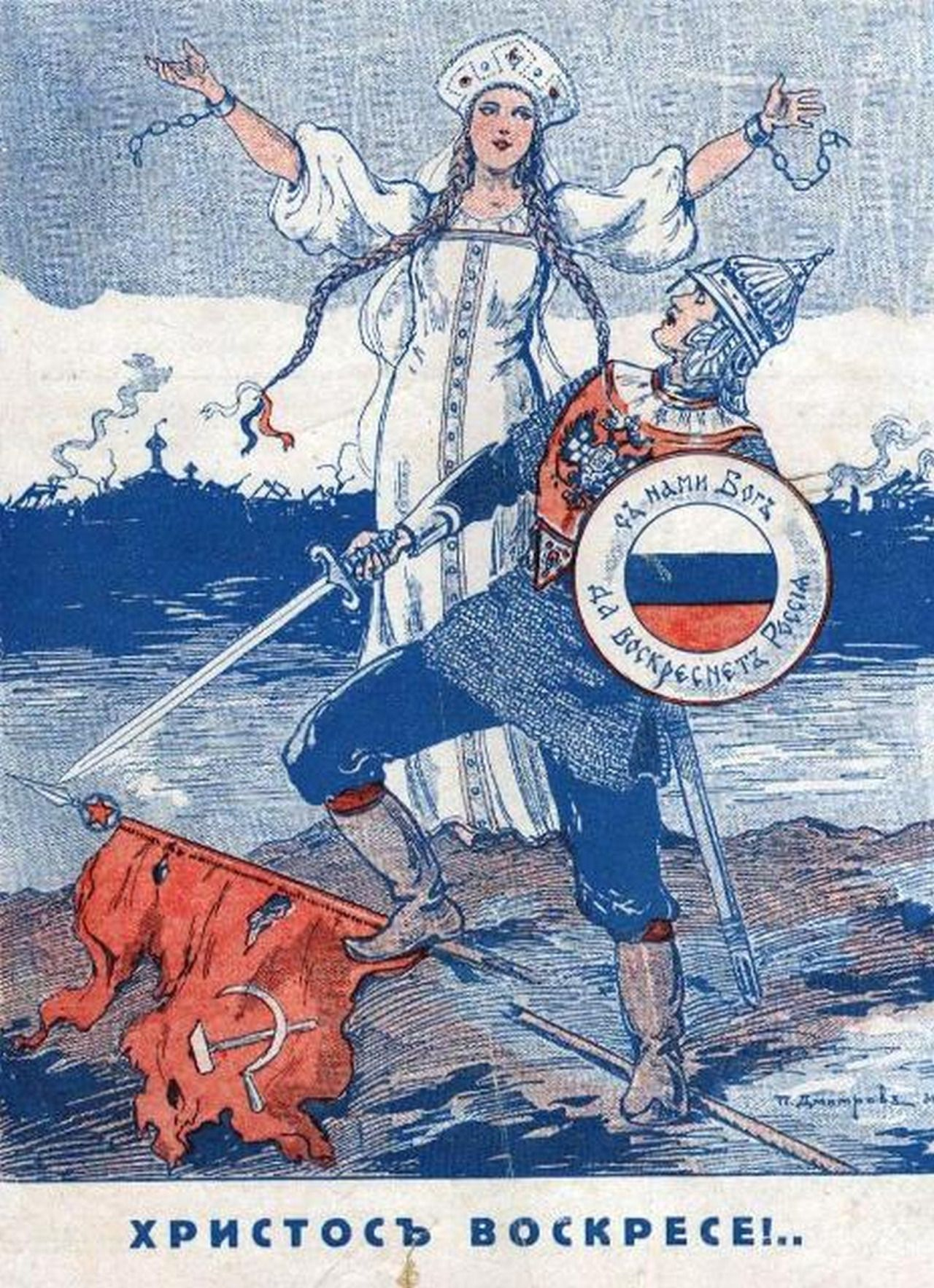
Conosco Deus, pela ressurreição da Rússia!
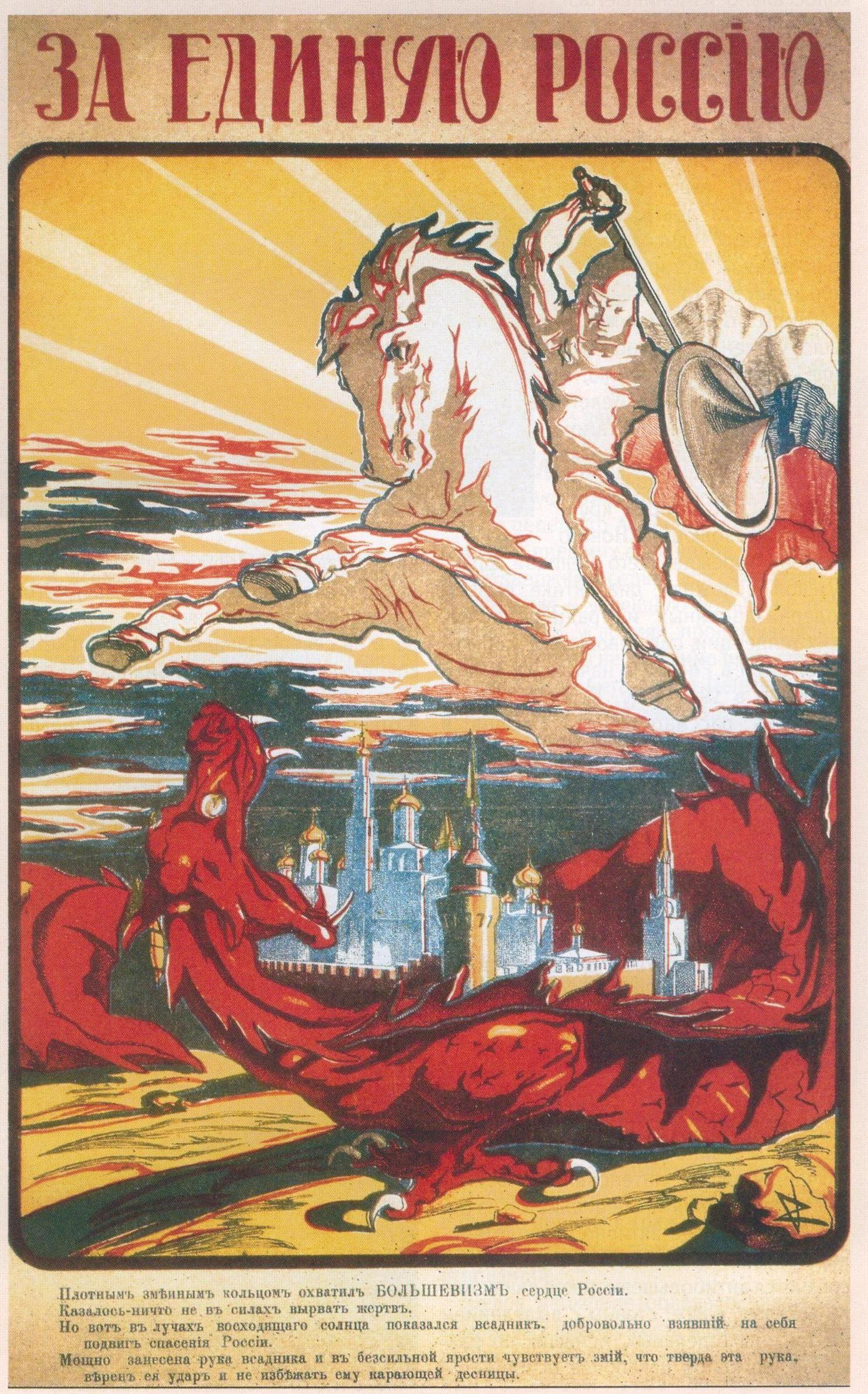
São Jorge luta contra o Dragão Vermelho